# Partit del Progrés (Noruega)
El Partit del Progrés (noruec Fremskrittspartiet) és un partit polític de Noruega fundat el 1973 i d'orientació dretana. Després de les eleccions del 2005 és el segon partit més votat i el seu cap és Siv Jensen.

## Història
El partit va ser fundat el 8 d'abril de 1973 per Anders Lange, qui pretenia fer d'ell més un moviment de protesta contra els impostos que no pas un partit polític. La protesta era dirigida contra el que ell afirmava que era un nivell inacceptable alt d'impostos, subsidis, i d'ajuda a exterior. El nom original del partit era "Partit d'Anders Lange per una forta reducció de taxes, impostos i intervenció governamental", però normalment es coneixia com a "Partit d'Anders Lange", o "ALP". Va adoptar el seu nom actual el 29 de gener de 1977.
Després de la mort de Lange el partit va tenir una direcció feble que el va dur al desastre electoral de 1977, en què no va obtenir escons. Carl I. Hagen va assolir la direcció del partit de 1978 a 2006 i s'erigí en cap del moviment anti-impostos. El 2006 renuncià a la direcció del partit quan fou nomenat vicepresident del Storting i fou substituït per Siv Jensen.
Sota el lideratge de Hagen el partit tornà al Storting el 1981 i el 1989 assolí la gran fita del 13% dels vots i 22 escons, alhora que el 1990 el seu candidat Peter N. Myhre es va convertir en l'alcalde d'Oslo. Després d'una nova baixada en el nombre de vots i escons el 1993, que va provocar el 1994 l'escissió dels Fridemokratene, el 1997 fou la tercera força més votada amb el 15% dels vots i 25 escons i a les eleccions locals de 1999 assoliren un total de 20 tinents d'alcalde i un alcalde.
Després de les eleccions de 2001 va mantenir les posicions malgrat haver perdut vots, però la coalició de conservadors, liberals i democristians declinà pactar amb ell per les enormes diferències d'ideari. A les eleccions locals de 2003 fou el partit més votat a 30 municipis, tot i que només va obtenir 13 tinences d'alcaldia i dues alcaldies. A les eleccions de 2005 fou el segon partit més votat, però la victòria dels socialdemòcrates el va deixar novament a l'oposició.

## Resultats electorals
| Any  | Vots    | Vots | Vots | Escons   | Escons | Govern                  | Pos. |
| Any  | No.     | %    | ± pp | No.      | ±      | Govern                  | Pos. |
| ---- | ------- | ---- | ---- | -------- | ------ | ----------------------- | ---- |
| 1973 | 107,784 | 5.0  | Nou  | 4 / 155  | Nou    | Oposició                | 6è   |
| 1977 | 43,351  | 1.9  | 3.1  | 0 / 155  | 4      | Extraparlamentari       | 7è   |
| 1981 | 109,564 | 4.5  | 2.6  | 4 / 155  | 4      | Suport extern           | 5è   |
| 1985 | 96,797  | 3.7  | 0.8  | 2 / 157  | 2      | Suport extern (1985–86) | 6è   |
| 1985 | 96,797  | 3.7  | 0.8  | 2 / 157  | 2      | Oposició (1986–89)      | 6è   |
| 1989 | 345,185 | 13.0 | 9.3  | 22 / 165 | 20     | Suport extern (1989–90) | 3r   |
| 1989 | 345,185 | 13.0 | 9.3  | 22 / 165 | 20     | Oposició (1990–93)      | 3r   |
| 1993 | 154,497 | 6.3  | 6.7  | 10 / 165 | 12     | Oposició                | 6è   |
| 1997 | 395,376 | 15.3 | 9.0  | 25 / 165 | 15     | Suport extern (1997–00) | 2n   |
| 1997 | 395,376 | 15.3 | 9.0  | 25 / 165 | 15     | Oposició (2000–01)      | 2n   |
| 2001 | 369,236 | 14.6 | 0.7  | 26 / 165 | 1      | Suport extern           | 3r   |
| 2005 | 582,284 | 22.1 | 7.5  | 38 / 169 | 12     | Oposició                | 2n   |
| 2009 | 614,724 | 22.9 | 0.8  | 41 / 169 | 3      | Oposició                | = 2n |
| 2013 | 463,560 | 16.3 | 6.6  | 29 / 169 | 12     | Coalició                | 3r   |
| 2017 | 444,423 | 15.3 | 1.1  | 27 / 169 | 2      | Coalició (2017–18)      | = 3r |
| 2017 | 444,423 | 15.3 | 1.1  | 27 / 169 | 2      | Coalició (2018–19)      | = 3r |
| 2017 | 444,423 | 15.3 | 1.1  | 27 / 169 | 2      | Coalició (2019–20)      | = 3r |
| 2017 | 444,423 | 15.3 | 1.1  | 27 / 169 | 2      | Suport extern (2020-21) | = 3r |
| 2021 | 346,053 | 11.7 | 3.6  | 21 / 169 | 6      | Oposició                | 4t   |

## Líders
- Anders Lange (1973–1974)
- Eivind Eckbo (1974–1975) (interí)
- Arve Lønnum (1975–1978)
- Carl I. Hagen (1978–2006)
- Siv Jensen (2006–2021)
- Sylvi Listhaug (2021-Present)